# Tangled Trails
Tangled Trails er en amerikansk stumfilm fra 1921 af Charles Bartlett.

## Medvirkende
- Neal Hart som Jack Borden
- Violet Palmer som Milly
- Gladys Hampton som Blanche Hall
- Jean Barry som Mrs Hall
- Jules Cowles
- Edward Roseman som Phil Lawson
- John Lowell